# Oriana
Oriana je ženské křestní jméno. V latině znamenající vycházející (jako sluneční záře, viděno podobné slovo v Orientu). Je to ještě složitější, neboť na Iberském poloostrově (Španělsko i Portugalsko) středověká podoba Oroana či Ouroana pochází ze slova o(u)ro znamenajícího zlato, jehož původ je z latinského aurum. Kořen může souviset s Ori. Další varianty jsou Oriane, Orianna či Orianne. Podobné jméno Aurora, Zlata, Aurelia.
Svátek slaví 6. října.
Oriana byla přezdívka pro královnu Alžbětu I. – něžně známá jako 'naše úžasná Oriana'.

## Známé nositelky
- Oriana Fallaci, italská novinářka, autorka, partyzánka
- Oriana Panozzo, australská herečka
- Oriana Small, americká herečka
- Oriana Girotto-Cavazza, slovinsko-italská režisérka
- Oriana Lai, německo-italská novinářka

## Fiktivní nositelky
- Oriana, princezna se zlatými vlasy v dětské fantasy knize "Oriana" od Very Vasal
- Oriana, pohádková a hlavní postava z dětské knihy A Fada Oriana od Sophie de Mello Breyner Andersen
- Oriane de Guermantes, hraběnka de Guermantes, postava z novely In Search of Lost Time od Marcela Prousta